# Ruud Lubbers
Rudolphus Franciscus Marie Lubbers ou Ruud Lubbers (Roterdão, 7 de Maio de 1939 - Roterdão, 14 de fevereiro de 2018) foi primeiro-ministro dos Países Baixos entre 1982 e 1994 e alto comissário das Nações Unidas para os refugiados entre 2001 e 2005.
Politicamente conservador e democrata cristã, Lubbers foi visto por muitos como influenciado na acção política por Margaret Thatcher. Um dos seus slogans de campanha era: "meer markt, minder overheid" (mais mercado, menos governo).
Foi também alto comissário das Nações Unidas para os refugiados, tendo-se demitido em Fevereiro de 2005 por pressões da imprensa, que o fustigava com uma história de assédio sexual. Em Julho de 2006, Lubbers aceitou o cargo de informateur (conselheiro independente que procura os consensos para possibilitar um governo de coligação) após a demissão do segundo governo de Jan Peter Balkenende.

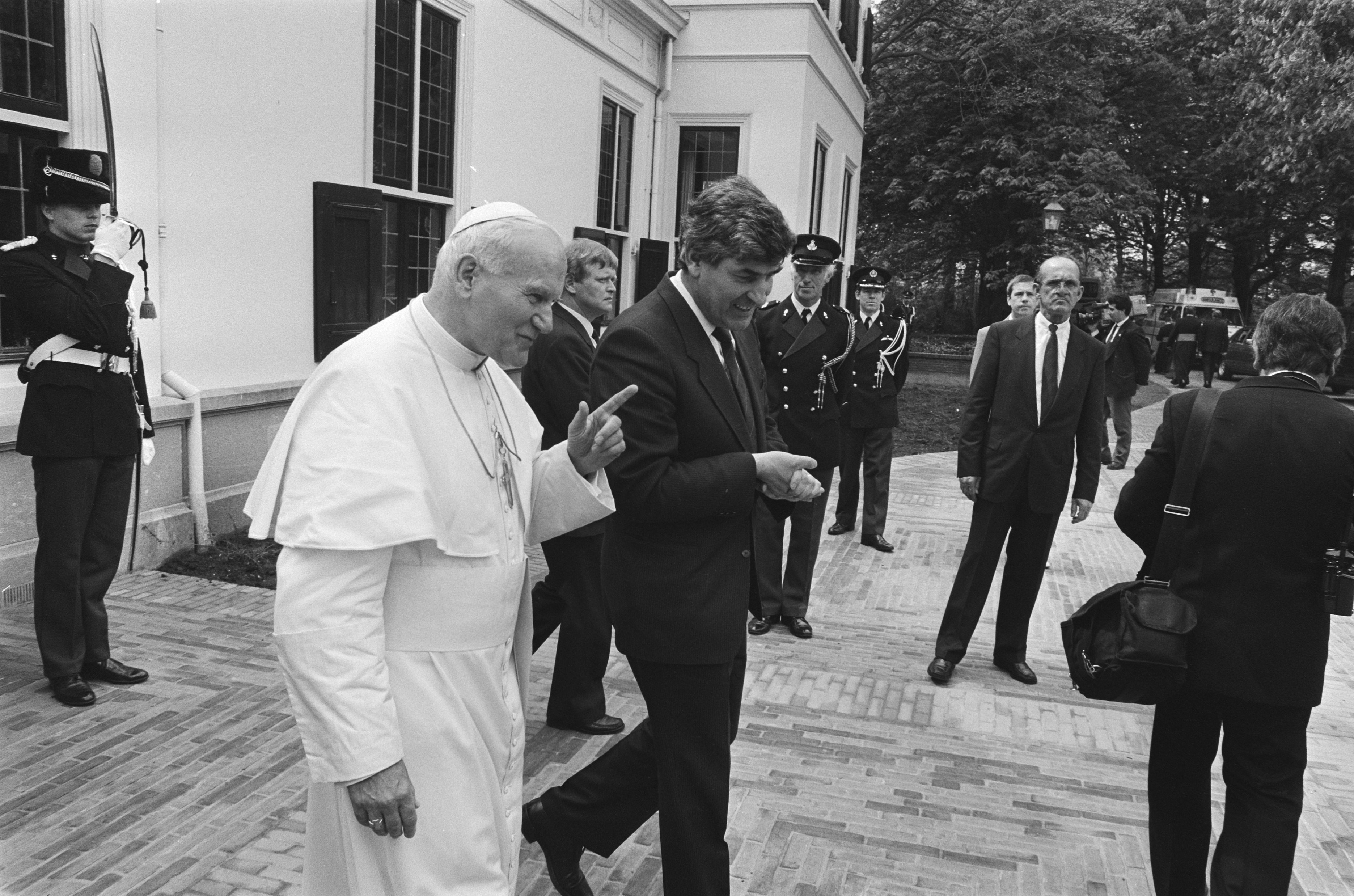
Lubbers com o papa João Paulo II na Haia em 1985.
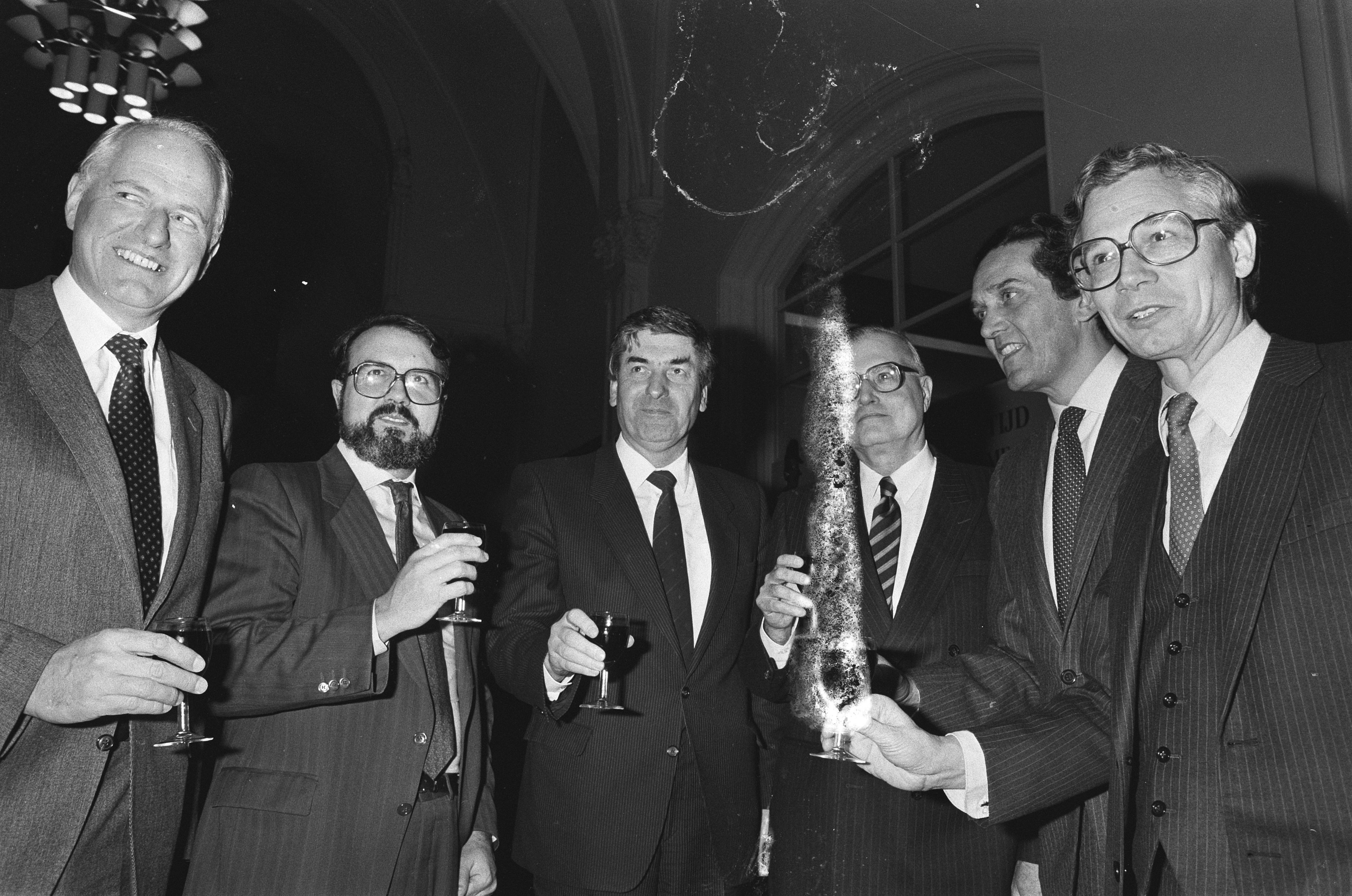
Lubbers com os embaixadores de Portugal e da Espanha celebrando a adesão dos 2 países à Comunidade Económica Europeia.
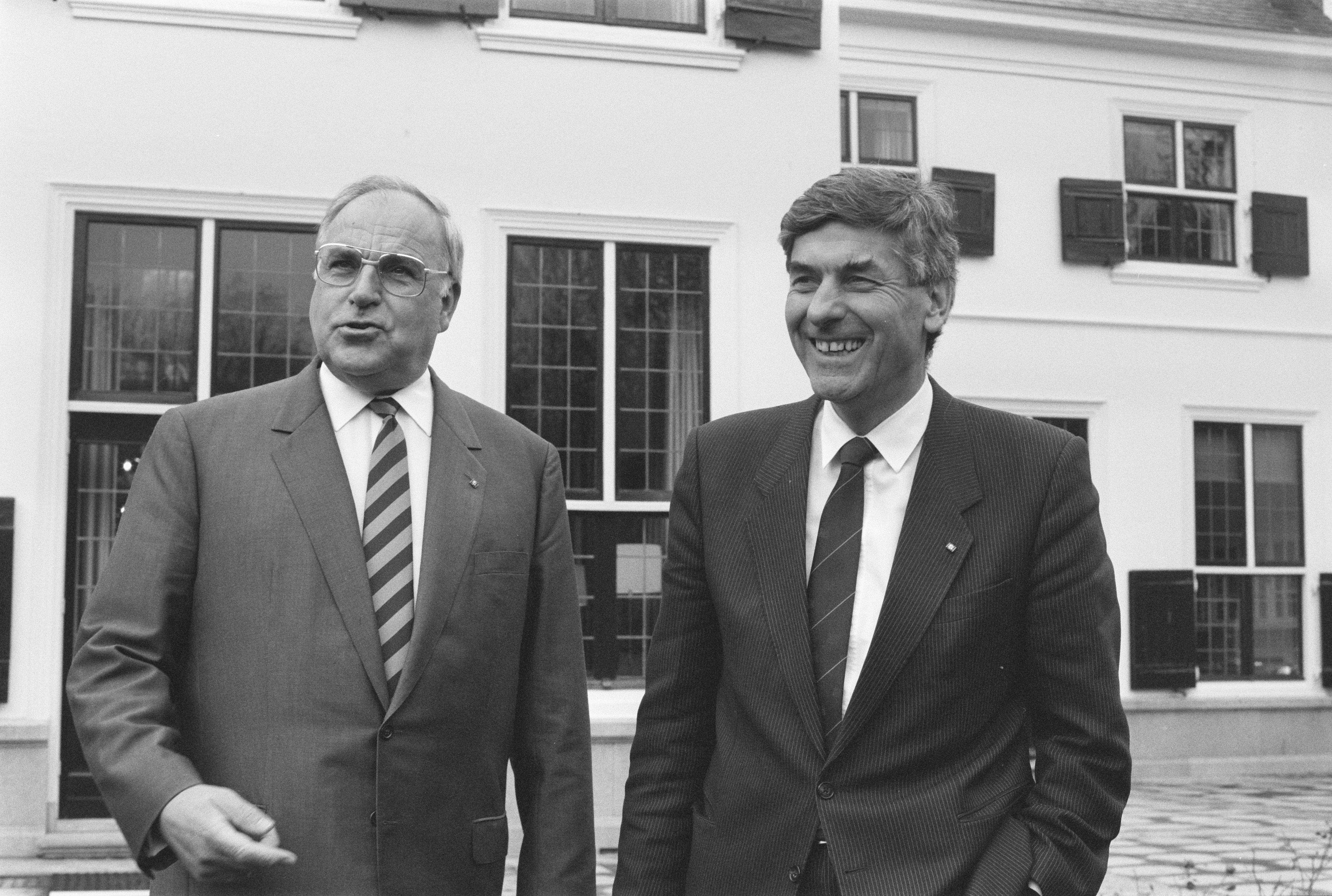
Lubbers com o Chanceler da Alemanha Helmut Kohl na Haia em 1987